# 圣帕特里休
圣帕特里休是巴西戈亚斯州的一个市镇。总面积134.518平方公里，总人口2000人，人口密度14.9人/平方公里。